# Сейлем (Джорджія)
Сейлем (англ. Salem) — переписна місцевість (CDP) в США, в окрузі Апсон штату Джорджія. Населення — 307 осіб (2020).

## Географія
Сейлем розташований за координатами 32°45′31″ пн. ш. 84°11′37″ зх. д. / 32.75861° пн. ш. 84.19361° зх. д. (32.758587, -84.193624).  За даними Бюро перепису населення США в 2010 році переписна місцевість мала площу 21,52 км², з яких 21,50 км² — суходіл та 0,02 км² — водойми. В 2017 році площа становила 22,88 км², з яких 22,86 км² — суходіл та 0,03 км² — водойми.

## Демографія
Згідно з переписом 2010 року, у переписній місцевості мешкало 310 осіб у 137 домогосподарствах у складі 83 родин. Густота населення становила 14 особи/км².  Було 152 помешкання (7/км²).
Расовий склад населення:
| - 97,7 % — чорних або афроамериканців - 1,6 % — білих - 0,3 % — корінних американців |

До двох чи більше рас належало 0,0 %. Частка іспаномовних становила 0,3 % від усіх жителів.
За віковим діапазоном населення розподілялося таким чином: 17,1 % — особи молодші 18 років, 67,1 % — особи у віці 18—64 років, 15,8 % — особи у віці 65 років та старші. Медіана віку мешканця становила 45,9 року. На 100 осіб жіночої статі у переписній місцевості припадало 91,4 чоловіків;  на 100 жінок у віці від 18 років та старших — 87,6 чоловіків також старших 18 років.
Середній дохід на одне домашнє господарство  становив 39 560 доларів США (медіана — 31 154), а середній дохід на одну сім'ю — 46 299 доларів (медіана — 34 750). За межею бідності перебувало 14,7 % осіб, у тому числі 0,0 % дітей у віці до 18 років та 27,9 % осіб у віці 65 років та старших.
Цивільне працевлаштоване населення становило 103 особи. Основні галузі зайнятості: освіта, охорона здоров'я та соціальна допомога — 47,6 %, виробництво — 26,2 %, роздрібна торгівля — 16,5 %, науковці, спеціалісти, менеджери — 9,7 %.